# I'm Outta Time
«I'm Outta Time» — пісня британського рок-гурту Oasis, написана головним вокалістом групи Ліамом Галлахером. Це другий сингл з альбому Dig Out Your Soul. Музичне відео на цю пісню з'явиться на Channel 4 5 листопада вночі в 23.35 за гринвічем.

## Список пісень
CD Single
1. «I'm Outta Time»
2. «I'm Outta Time» (Remix)
3. «The Shock of the Lightning» (Jagz Kooner Remix)

7" Vinyl #1
1. «I'm Outta Time»
2. «To Be Where There's Life» (Neon Neon Remix)

7" Vinyl #2
1. «I'm Outta Time» (Remix)
2. «The Shock of the Lightning» (Jagz Kooner Remix)